# Nascimento de caixão
Nascimento de caixão, conhecido na tanatologia forense pelo termo mais preciso de extrusão fetal após a morte, é a expulsão de um feto não viável pela abertura vaginal do corpo decomposto de uma mulher grávida morta, como resultado do aumento da pressão dos gases intra-abdominais. Este caso de parto após a morte ocorre muito raramente durante a decomposição do corpo. A prática de preservação química, através do qual os preservantes químicos e soluções desinfectantes são bombeadas para o corpo para substituir os fluídos corporais naturais (e as bactérias que residem neles), fez a ocorrência do "nascimento de caixão" tão rara que o tópico é raramente mencionado nos discursos médicos internacionais. 
Tipicamente durante a decomposição do corpo humano, o trabalho das bactérias nos órgãos da cavidade abdominal (tal como estômago e intestinos) gera gases, como produto do metabolismo, que causa o inchamento do corpo. Em alguns casos, a pressão confinada dos gases pode apertar o útero, forçando para baixo, e pode sair e ser forçado para fora do corpo pela abertura vaginal (um processo chamado prolapso). Se um feto está dentro do útero, pode portanto ser expelido do corpo da mãe pela abertura vaginal quando o útero sai, um processo que, para aparências exteriores, imita o parto. As principais diferenças estão no estado da mãe e do feto e no mecanismo do parto: no parto natural, as contrações da mãe encorajam o bebê a sair do ventre; no caso de um nascimento de caixão, a pressão dos gases acumulados no corpo da mulher grávida morta empurra o feto morto do corpo da mãe.
Foram registrados casos pelas autoridades de medicina desde o século XVI, apesar de alguns casos arqueológicos darem provas de que esta ocorrência tenha ocorrido em vários períodos da história. Apesar de casos de expulsão fetal após a morte sempre terem sido raros, o fenômeno foi registrado em circunstâncias muito diferentes e é ocasionalmente visto num contexto forense moderno quando o corpo de uma grávida morta é descoberto algum tempo depois da sua morte. Existem vários exemplos que demonstraram que o termo nascimento de caixão é um nome impróprio em várias circunstâncias. Também existem casos onde um feto pode ficar separado do corpo da mulher grávida no momento da morte ou durante a decomposição, apesar destes casos não serem consistentes com o processo descrito aqui, visto que não são considerados verdadeiros casos de extrusão fetal após a morte.

## Causas
A etiologia de uma extrusão fetal após a morte não é totalmente compreendida, porque o evento não é previsível nem replicável sobre condições de testes. Foram acumuladas provas oportunamente e a observação direta é uma serendipidade. Apesar de ser possível que mais que uma etiologia possa produzir o mesmo resultado, existe uma hipótese aceita, baseada em estabelecer investigações nos campos da bioquímica e da tafonomia forense e, mais à frente, apoiada pela investigação de observação, que conta para o mecanismo de tafonomia que resultam em casos mais recorrentes de extrusão após a morte de um feto não viável.
Tipicamente, quando um corpo morto se decompõe, os tecidos corporais tornam-se vazios de oxigênio e o corpo começa a putrificar; a bactérias anaeróbicas no trato intestinal crescem com rapidez e, como resultado do aumento da atividade metabólica, são libertados gases tais como dióxido de carbono, metano e sulfato de hidrogénio. Estas bactérias secretam exoenzimas para digerir as células do corpo e as proteínas para a ingestão, o que enfraquece os tecidos dos órgãos. O aumento da pressão força a difusão de gases excessivos nos tecidos enfraquecidos onde entram no sistema circulatório e se espalham para outras partes do corpo, o que faz com que o tronco e os membros entrem em decomposição. Este processo enfraquece a integridade estrutural dos órgãos, separando as camadas de tecido em processo de necrose. A decomposição normalmente começa de dois a cinco dias depois da morte, dependendo da temperatura externa, humidade e outras condições ambientais. Quando o volume de gás aumenta, a pressão começa a forçar vários fluidos corporais a escoar por todos os orifícios naturais. É nesta altura, durante a decomposição de um corpo grávido, que as membranas amnióticas começam a esticar e separar, sendo que a pressão do gás intra-abdominal pode forçar que o útero saia, o que pode resultar na expulsão do feto pelo canal vaginal. Foi observado que os corpos de mulheres que deram à luz várias vezes têm mais probabilidade de expelir o feto espontaneamente durante a decomposição do que as que morrem durante a sua primeira gravidez, devido à elasticidade natural do cérvix.

## História
Vários casos documentados de extrusão fetal após a morte foram descritos num compêndio médico chamado Anomalies and Curiosities of Medicine, primeiramente publicado em 1896. O primeiro caso registrado ocorreu em 1551, quando uma mulher grávida foi julgada e enforcada pelos tribunais da Inquisição espanhola. Quatro horas depois da sua morte e, enquanto o corpo ainda estava pendurado pelo pescoço, duas crianças mortas foram vistas a cair livremente do seu corpo. Isto não é usual pelo curto espaço tempo passado entre a morte e o parto. Como não é dada mais informações sobre outras circunstâncias ambientais, não está claro se a decomposição foi acelerada, ou se outros fatores ajudaram no processo. Na cidade de Bruxelas, em 1633, uma mulher morreu de convulsões e três dias depois o feto foi espontaneamente expelido. Em Weissenfels, Alemanha, em 1861, uma extrusão fetal após a morte foi observada sessenta horas depois da morte de uma mulher grávida. Outros casos são descritos, contudo apenas poucos descrevem a descoberta inesperada dos restos fetais depois da exumação. A maioria dos casos ocorrem depois do enterro; em alguns desses, o corpo estava no caixão enquanto noutros casos o corpo ainda estava na cama de velório ou no esquife.
No fim do século XIX, as técnicas modernas de embalsamento foram desenvolvidas, onde compostos químicos preservantes e desinfectantes (tal como formaldeído) são injetados para dentro do corpo, tirando os fluídos internos naturais e, com eles, a bactéria que cresce durante a putrefação e gera os gases que comprimem a força ativa por trás da expulsão do feto. Contudo, o fenômeno é reconhecido pela medicina e, em 1904, John Whitridge Williams escreveu no seu bloco de notas de medicina obstetrícia uma seção sobre o "nascimento de caixão". Apesar do texto ter permanecido como uma importante referência em obstetrícia, o título, seja chamado "nascimento de caixão" ou "extrusão fetal após a morte", foi excluído da sua 13ª edição em 1966 e não foi mencionado na edição publicada em 2009. O tema foi discutido na literatura médica alemã durante o século XX, apesar de casos mais detalhados reportados na literatura forense terem sido publicados recentemente.
Em 2005, o corpo de uma mulher de 34 anos, grávida de oito meses, foi descoberto no seu apartamento em Hamburgo, Alemanha. O corpo estava em decomposição e descolorado. Depois de uma examinação inicial, foi descoberto que a cabeça do feto tinha surgido na abertura vaginal. Na autópsia, os examinadores médicos descobriram que tanto a cabeça como os ombros do feto tinham saído e concluíram que era um caso de extrusão fetal após a morte ainda em progresso. A mulher, que tinha dado à luz duas vezes antes na vida, tinha morrido de overdose de heroína. O caso não era usual e apenas alguns praticantes de medicina tinham tido a possibilidade de observar e documentar o progresso de uma extrusão fetal após a morte.
Em 2008, o corpo de uma mulher de 38 anos, grávida de sete meses, foi descoberto num descampado quatro dias depois de ter desaparecido da sua residência no Panamá. Um saco plástico tinha sido deixado sob a sua cabeça e ela tinha sido amordaçada; o caso foi designado como homicídio. O corpo tinha sofrido com o calor tropical e alta humidade e estava em decomposição e altamente descolorado. Na autópsia, os restos do feto foram descobertos na roupa íntima da mulher. Apesar do feto estar num estado de decomposição semelhante, o cordão umbilical estava intacto e ainda preso à placenta dentro do útero.

### Bioarqueologia
A extrusão fetal após a morte pode ser muito difícil de reconhecer se o corpo tiver completamente esquelético e os bioarqueólogos são normalmente muito cuidadosos sobre declarar a presença deste fenômeno. Existem várias razões culturais para uma mãe e a sua criança terem sido enterradas juntas, portanto, a presença de restos neonatais ao lado de uma mulher adulta não é tomado como uma prova conclusiva de uma extrusão fetal após a morte; contudo, existem locais de enterro escavados onde a posição dos restos do feto relativamente aos da mulher adulta suportam esta hipótese. Existem algumas bases gerais quando um arqueólogo está a dirigir-se ao local do feto e do adulto:
1. Se os restos do feto forem encontrados numa posição fetal e estiverem inteiramente dentro da cavidade pélvica do adulto, o feto morreu e foi enterrado antes do parto. A mulher grávida pode ter morrido devido a complicações no parto;
2. Se a criança for encontrada ao lado do adulto, com a cabeça orientada na mesma direcção que o adulto, o bebé nasceu, seja naturalmente seja de cesariana, por volta da altura da morte, e depois enterrado. Os bebés que nasceram podem também ter sido enterrados entre ou ao lado da tíbia, mas o bebé continua orientado na mesma direcção que o adulto. Se a maioria dos restos fetais estiverem na cavidade pélvica do adulto, mas as pernas estiverem estendidas e/ou o crânio estiver no meio das costelas, então a criança pode ter saído e depois colocada no topo do tronco da mãe antes do enterro. Como ambos os corpos estão em esqueleto, os ossos da criança surgirão no meio das vértebras da mãe;
3. Se os restos do feto estiverem inteiros e numa posição inferior a e ao longo da linha pélvica, com a cabeça orientada para o lado oposto da mãe (virada para os pés do caixão ou da cova), então existe a possibilidade de nascimento de caixão.[21] As provas da extrusão fetal após a morte podem ser menos ambíguas quando os restos do feto são encontrados entre a linha pélvica do adulto, indicando parcial extrusão durante a decomposição.[22][23]

Em 1975, foi reportado que durante uma escavação de um cemitério medieval em Kings Worthy, Inglaterra, restos fetais surgiram dentro do canal de nascimento de um esqueleto de uma jovem mulher, com o crânio fetal na linha da pélvis e entre os dois fémures e os ossos das pernas do feto claramente na cavidade pélvica. Outros casos de nascimento de caixão em escavações arqueológicas foram descritas, tal como em 1978 no local Neolítico na Alemanha, num local medieval na Dinamarca em 1982, e em 2009 no local do período cristão em Fingal, Irlanda. Um nascimento de caixão também foi descrito num episódio de 2011 do programa da BBC History Cold Case, mostrando os restos de uma mulher e três bebés, na era romana, descobertos perto de Baldock, Hertfordshire.

## Aplicabilidade de diagnósticos
Como a extrusão fetal após a morte é tão rara, e ocorre sob condições altamente idiossincráticas devido ao ambiente envolvente e individual, este fenómeno não foi estudado para possível aplicações na investigação forense. Mesmo que o estudo da extrusão fetal após a morte pudesse levar a melhorar métodos de investigação, a investigação experimental pode ser altamente problemática. No presente, os cientistas forenses têm à sua disposição um vasto conjunto de técnicas estabelecida e procedimentos para uma investigações sobre a morte em estados de decomposição quando a extrusão fetal após a morte tipicamente ocorre.
Em arqueologia, o estudos do contexto mortuário, que é, a interpretação do tratamento após a morte, em indivíduo ou no que se refere a padrões dentro de um grupo, levou ao desenvolvimento de hipóteses em estatuto social e/ou hierarquia sobre várias culturas, anciãs e existentes. Para além disso, a determinação de se o parto ocorreu antes da morte em análise à população de mães, como a concentração dos elementos, diferem entre os esqueletos de mulheres grávidas adultas (antes de darem à luz) e mulheres que estão a amamentar; a identificação de um nascimento de caixão levaria a uma análise mais precisa do número de mulheres a amamentar na população ou a quantidade de mortalidade materna. É por isso necessário para os investigadores reconhecerem a extrusão fetal após a morte quando a encontram numa escavação.

## Fenômeno comparável
Também existem vários casos onde os restos do feto são encontrados separados do corpo da mãe, mas a expulsão não foi pelo canal de nascimento, e a separação dos dois corpos pode ter sido influenciada por fatores externos ambientais. Os processo de separação é tão raro que nem foi proposto à comunidade científica um termo específico para o fenómeno. Estes casos podem ter resultados comparáveis, mas não são casos de extrusão fetal após a morte.
Em abril de 2003, o corpo de Laci Peterson surgiu numa costa perto de San Francisco Bay; ela tinha estado grávida quando desapareceu quatro meses antes, e o feto que ela carregava foi descoberto numa diferente praia. Quando questionados pela imprensa, as autoridades médicas inicialmente especularam que um nascimento de caixão tinha acontecido. Contudo, na autópsia à cérvix foi descoberto ser uma condição pré-parto. Os examinadores médicos mais tarde concluíram que enquanto o corpo de Peterson estava na costa, a pele sobre a cavidade abdominal tinha rompido devido a processos naturais de decomposição. A água do mar entrou na cavidade abdominal e lavou a maior parte dos órgãos internos, bem como o feto.
Em 2007, uma mulher de 23 anos na Índia, com mais de oito meses de gravidez, enforcou-se depois das contrações terem começado. O bebê vivo saiu espontaneamente e sem ajuda do corpo da mulher, que ficou suspenso pelo pescoço. O bebê saudável foi encontrado no chão, ainda preso ao corpo da mãe com o cordão umbilical. A principal causa do parto foram as contrações normais, que começaram antes da sua morte e não estava relacionada com o processo de decomposição. Uma vez que não é um caso de extrusão fetal após a morte, pode ser referida como um caso de parto após a morte, um termo que é aplicado a um grande número de técnicas e fenômenos que resultam no parto de um bebê vivo.
Em 2008, foi reportado na Alemanha que uma mulher de 23 anos, no seu terceiro trimestre de gravidez, sofreu um acidente automobilístico e morreu; o feto morto foi encontrado entre os seus pés. Depois do impacto inicial do veículo, ela ficou presa em um incêndio. A mulher não conseguiu escapar devido a ferimentos internos e morreu queimada. Os investigadores chegaram à conclusão que o calor extremo do fogo queimou o tecido epidérmico e subcutâneo em volta da cavidade abdominal, sendo que o interior do útero rompeu-se, o que fez com que o feto saísse da cavidade uterina e aterrasse no chão, entre os pés da mulher. O cordão umbilical ainda estava intacto e ligando o feto à placenta pela parede rompida do útero. Ao contrário da mulher, que sofreu queimaduras de 4º grau pelo corpo inteiro, o corpo do feto estava relativamente sem queimaduras, porque a principal causa da separação do corpo da mãe foi termicamente induzida pela ruptura abdominal e da cavidade uterina; a separação traumática não esteve relacionada com o processo normal de decomposição e a expulsão do feto não envolveu a passagem pelo canal vaginal e, portanto, não é considerada uma extrusão fetal após a morte.